# بارناباش برژنیی
بارناباش برژنیی (مجاری: Berzsenyi Barnabás; ۱۲ فوریهٔ ۱۹۱۸ – ۱۸ ژوئن ۱۹۹۳) ورزشکار شمشیربازی اهل مجارستان بود.
وی در مسابقات کشوری و بین‌المللی در مجموع برندهٔ ۱ مدال نقره شده‌است.